# Albers-Kegelprojektion

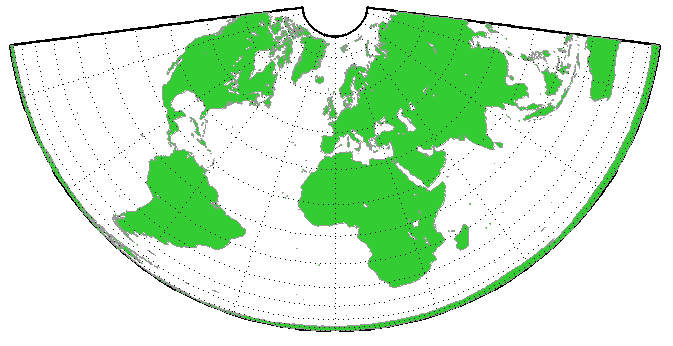
Albers-Kegelprojektion mit zwei Standardparallelen bei 15° und 75° nördlicher Breite

Die Albers-Kegelprojektion ist ein flächentreuer Kartennetzentwurf, bei dem die Erdoberfläche auf einen Kegel projiziert wird. Dabei berührt der Kegel, genauer Kegelstumpf, die Oberfläche entweder in einem Breitenkreis (Standardparallel) oder schneidet sie in zwei Standardparallelen. Die letztere Methode findet fast ausschließlich Anwendung. Die Spitze des Kegels liegt üblicherweise auf der Erdachse.
Geeignet ist diese Projektion für Regionen mit größerer Ost-West- als Nord-Süd-Ausdehnung. Die wichtigsten Eigenschaften sind:
- Flächentreue, d. h. Flächeninhalte werden korrekt dargestellt;
- Meridiane sind Geraden, haben zueinander gleiche Abstände und schneiden Breitenkreise rechtwinklig;
- Breitenkreise sind parallel zueinander, die Abstände derselben variieren jedoch;
- Schnittparallele werden längentreu abgebildet.

## Geschichte
Heinrich C. Albers (1773–1833), Sohn eines Kaufmanns aus Lüneburg, publizierte im November 1805 diese Form der konischen Abbildung in einem Aufsatz in Zachs Zeitschrift Monatliche Correspondenz und gilt seither als deren Erfinder.
Albers waren Mängel in der Darstellung durch Patrick Murdochs († 1774) frühere Kegelprojektion aufgefallen, bei der Teilflächen nicht flächentreu abgebildet werden.
Bereits im Februar schrieb er im selben Blatt über den Entwurf von Murdoch:

„Ich frage nun, was es helfen kann, daß die gesammte Kegel-Zone mit der Kugel-Zone gleichen Inhalt hat, wenn jede einzelne Zone bedeutend davon abweicht. Denn, bey jedem Lande, welches nicht durch die Meridiane und Parallelkreise selbst begrenzt wird, kann auf diese Art die Karte nie den wahren Flächenraum angeben; und wo existirt ein solches, durch vier rechtwinkelige Linien begrenztes Land?“

In der Veröffentlichung seines eigenen Entwurfs schließt Albers mit den Worten:

„Man sieht, daß diese meine Kegelprojection alle Vortheile der Murdoch’ischen gewährt, ohne von ihren Mängeln mehr zuzulassen, als unvermeidlich sind. Wie denn auch die von mir angegebenen Vorzüge […] der meinigen allein eigenthümlich gehören. Ich glaube also mir mit Recht schmeicheln zu können, das Problem einer womöglich vollkommenen Kegelprojection zuerst befriedigend gelöset zu haben.“

### Karten mit Albers-Projektion
Im Jahr 1806 zeichnete Albers seine Charte von Ostindien auf Grundlage von Arrowsmiths Map of India von 1804.
Es ist fraglich, ob er hierfür seine eigene Projektion angewandt hat. Sie erschien in Gotha als Einzelblatt.
Ein Zeitgenosse schrieb, die Karte habe „einen reinen saubern Stich, sehr leserliche Schrift, und eine sehr deutliche und einleuchtende Gränzen-Illuminirung“.
Im folgenden Jahr rezensierte Albers anonym die Arrowsmithsche Karte in der Monatlichen Correspondenz. Bemühungen seine Karte der Veröffentlichung beizufügen blieben ohne Erfolg.
In zeitlicher Nähe erschien die Karte dann als Beilage zum Sonderabdruck der Rezension auf sechs Blätter verteilt.
Nach einigen Jahren wurde die Karte erneut, zusammen mit einer Auflistung des Flächeninhalts der einzelnen indischen Gebiete abgedruckt in Zimmermanns Taschenbuch der Reisen, „da sie weniger benutzt zu seyn scheint als sie es verdient“.

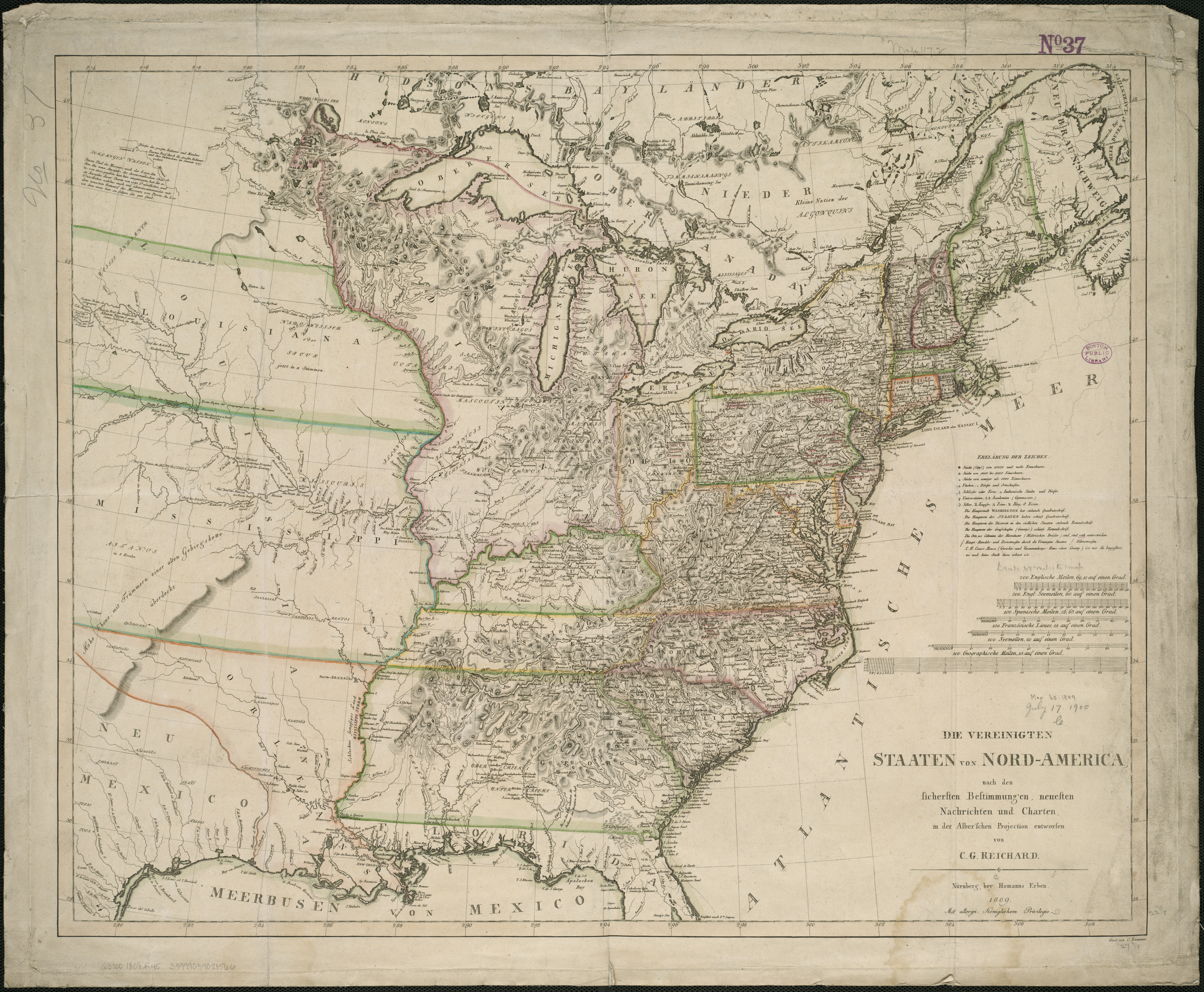
Reichards Karte der USA von 1809

1809–1818: Der Lobensteiner Kartograf Christian Gottlieb Reichard übernahm die Projektion wohl als Erster.
Von ihm sind mehrere, im Abstand einiger Jahre veröffentlichte Landkarten bekannt, die auf Albers-Projektion basieren.
Das früheste Beispiel ist Reichards Karte der Vereinigten Staaten von Nord-America in der Albers’schen Projection und wurde 1809 in Nürnberg veröffentlicht.
Danach geriet die Projektion zunächst in Vergessenheit.
Erst um die Jahrhundertwende scheint die Arbeit von Albers wiederentdeckt worden zu sein. Das Militärgeographische Institut in Wien plante eine auf 40 Blatt angelegte Neue Übersichtskarte von Europa 1 : 750.000 mit Projektion nach Albers. Bis 1903 waren zwei Blätter herausgegeben und fünf weitere in Arbeit, insgesamt wurden zwölf Blätter fertiggestellt.
Die neunte und letzte Ausgabe von Sohr-Berghaus’ Handatlas über alle Teile der Erde erschien in den 1900er Jahren erstmals mit Karten, die mittels Albers-Projektion entworfen waren.
Bereits in den 1920er Jahren hatte Oscar Adams vom US-amerikanischen Coast and Geodetic Survey von „einer flächentreuen Darstellung“ gesprochen, „die so gut ist als jede andere und in vielerlei Hinsicht besser als alle anderen“. Danach verwendete der USGS die Albers-Projektion ausnahmslos für Karten der fünfzig US-Staaten im National Atlas von 1970 mit Standardparallelen bei 29,5° und 45,5° n. B (ausgenommen Alaska und Hawaii).
Die überarbeitete Karte mit den USDA-Klimazonen erschien 1990.